# Ekonomická integrace

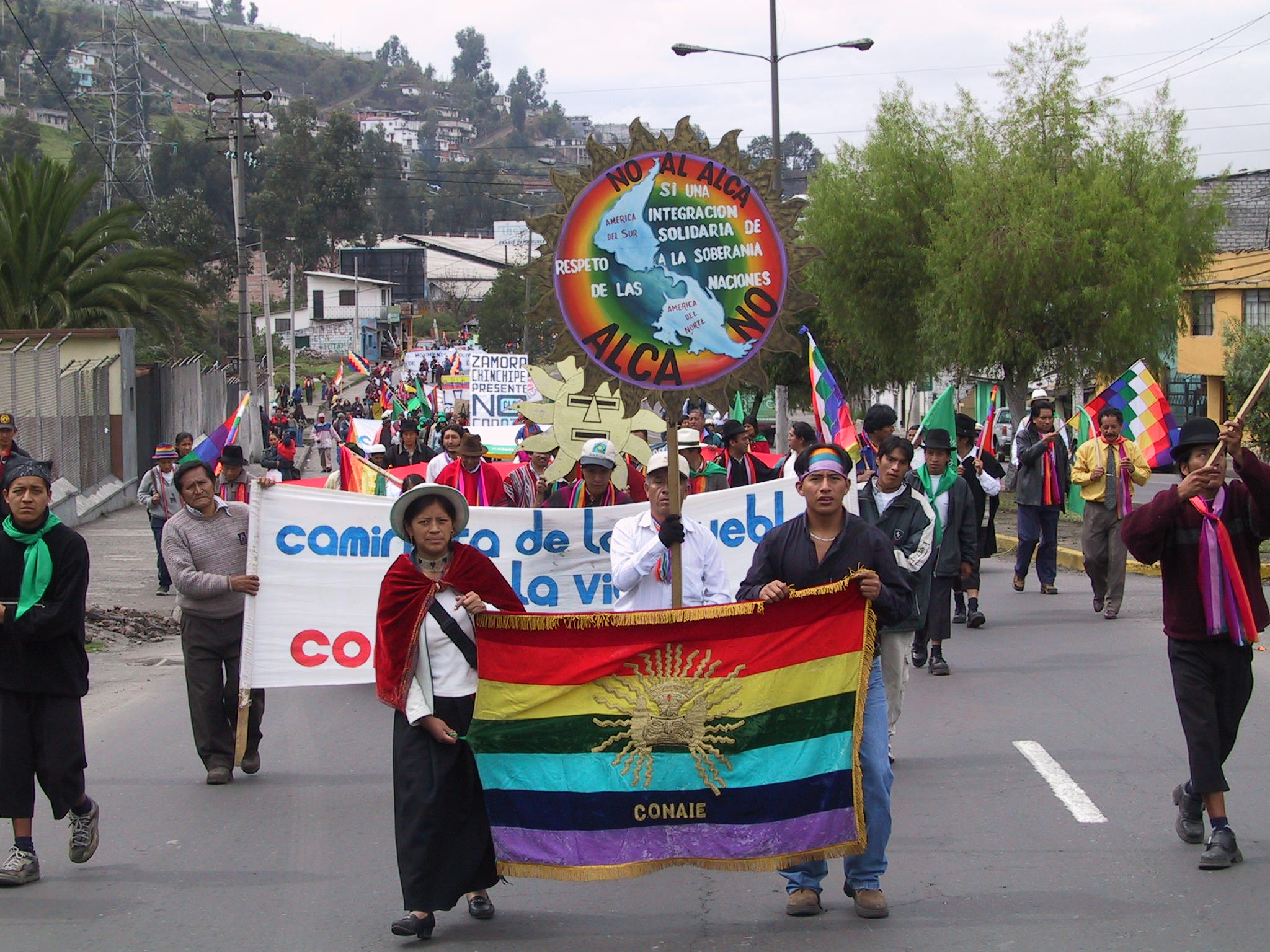
Ekvádorští indiáni v roce 2002 protestují proti panamerické zóně volného obchodu FTAA

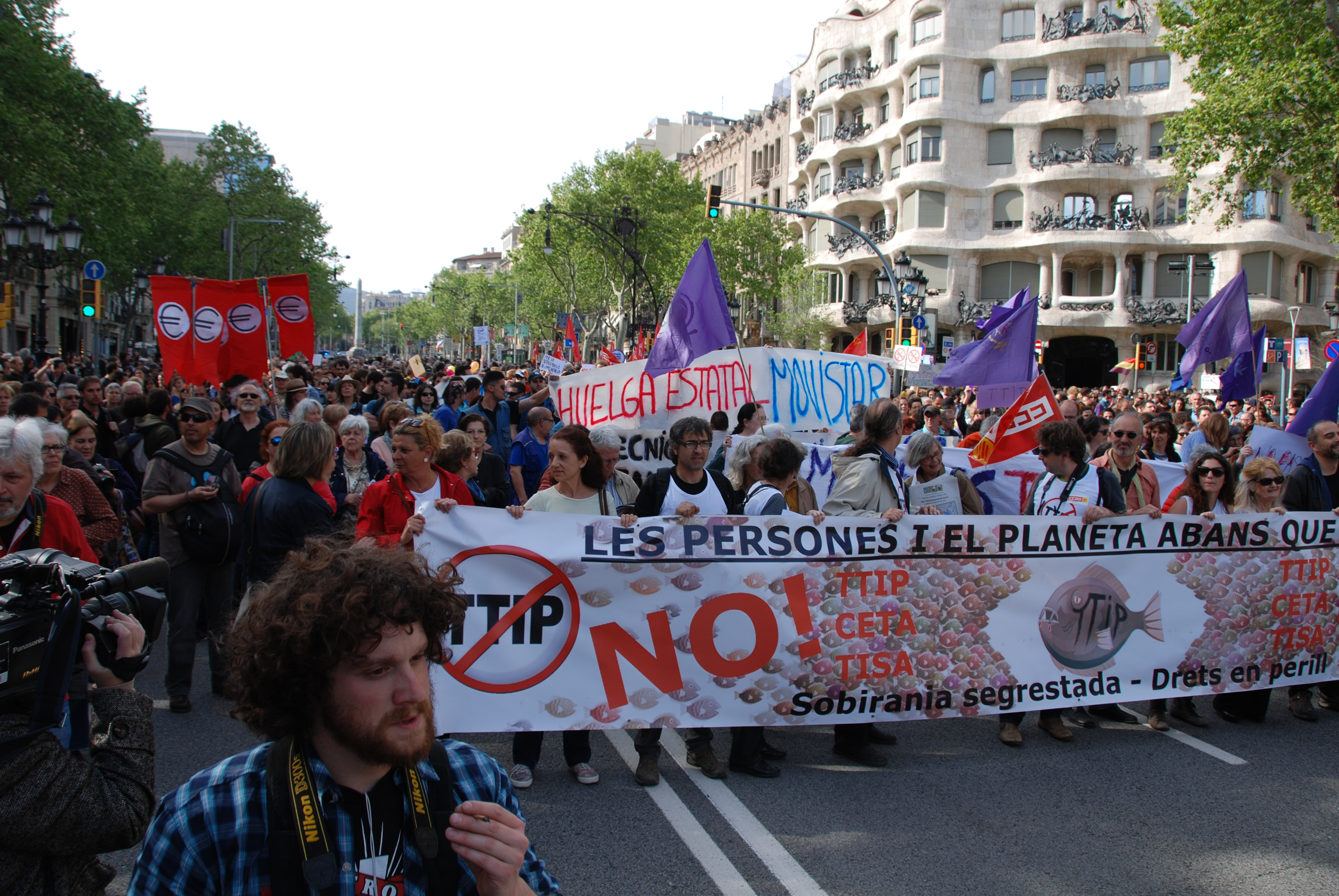
Obyvatelé Barcelony v roce 2014 protestují proti chystané zóně volného obchodu TTIP mezi EU a USA

Ekonomická integrace znamená, že se ekonomiky rozdílných zemí navzájem propojují a odstraňují se bariéry vzájemného obchodu. Ekonomická integrace má tedy za cíl podporu vzájemného obchodu a tím zlepšování životní úrovně obyvatel.
Podle uznávaných ekonomických teorií D. Ricarda a dalších znamená obchod mezi jednotlivými zeměmi přínos pro všechny zapojené země (tzv. princip komparativních výhod). Kritici však poukazují mj. na to, že v případě propojení ekonomik s výrazně odlišnou silou ta slabší je udržována v postavení dodavatele levných surovin, služeb a lidské prac. síly, zatímco zároveň celé sektory její ekonomiky (typicky zemědělství) prohrávají na trhu boj s výrobky ekonomiky silnější, protože ta si může dovolit masovou racionalizaci výroby a uplatňování drahých technologických inovací. Navíc, prohlubování ekon. integrace vede ke stírání národních i kulturních specifik a ke splývání do té doby svébytných států do vyšších celků, což může být pociťováno jako ztráta samostatnosti. Z těchto důvodů se tedy tento proces nesetkává vždy s kladným přijetím ze strany obyvatel dotčených zemí.

## Stupně ekonomické integrace
Stupně ekonomické integrace se rozlišují na (od nejnižšího po největší):
1. Zóna volného obchodu
2. Celní unie
3. Společný trh
4. Hospodářská a měnová unie

### Zóna volného obchodu
Zóna volného obchodu je nejnižším stupněm ekonomické integrace. V praxi to znamená, že se dvě a více zemí dohodne, že navzájem sníží či úplně odstraní cla na některé výrobky (převážně z oblasti průmyslové výroby, daleko méně často na zemědělské výrobky).
Příklady zón volného obchodu (členské státy k 28. 11. 2020)
- ASEAN (Brunej, Filipíny, Indonésie, Kambodža, Laos, Malajsie, Myanmar, Singapur, Thajsko, Vietnam)
- USMCA (Kanada, Mexiko, USA)
- EFTA (Island, Lichtenštejnsko, Norsko, Švýcarsko)
- CEFTA (Albánie, Bosna a Hercegovina, Černá Hora, Kosovo, Moldavsko, Severní Makedonie, Srbsko)
- DR-CAFTA (Dominikánská republika, Guatemala, Honduras, Kostarika, Nikaragua, Salvador, USA)
- Mercosur (Argentina, Brazílie, Paraguay, Uruguay, Venezuela)
- Pacifická aliance (Chile, Kolumbie, Mexiko, Peru)
- RCEP (Austrálie, Nový Zéland, Japonsko, Jižní Korea, Čína, Brunej, Filipíny, Indonésie, Kambodža, Laos, Malajsie, Myanmar, Singapur, Thajsko a Vietnam)

### Celní unie
Celní unie je sdružení států, které se dohodly na omezení vzájemných obchodních bariér a zároveň uplatňují společné celní sazby vůči třetím zemím (tzv. společný celní sazebník).
Příklady celních unií
- Německý celní spolek/Zollverein (Lucembursko, různé něm. státy – později Německá říše)
- Jihoafrická celní unie (Botswana, JAR, Lesotho, Namibie, Svazijsko)
- Celní unie EU (Andorra, EU, Monako, San Marino, Turecko)
- Celní unie Česko-Slovensko
- Eurasijský celní svaz – zároveň i EES (viz níže)

### Společný trh
Společný trh znamená již vysoký stupeň ekonomické integrace. Členské státy odbouraly veškerá cla, používají společný celní sazebník vůči třetím zemím a je mezi nimi zabezpečen volný pohyb zboží, služeb, práce a kapitálu.
Příklady společných trhů
- EHS (Benelux, Dánsko, Francie, Irsko, Itálie, Německo, Portugalsko, Řecko, Španělsko, Velká Británie)
- EES/EAHU (Arménie, Bělorusko, Kazachstán, Kyrgyzstán, Rusko)

Jednotný vnitřní trh je vyšší stádium společného trhu – státy zavedly společné technické a jiné normy na výrobky a vnitřní hranice mezi členskými státy již prakticky neexistují. Pojem vznikl na konci 80. let Jednotným evropským aktem. Příkladem je Evropská unie od 1. 1. 1993.

### Hospodářská a měnová unie
Ekonomiky zemí v hospodářské unii jsou již plně zapojeny do jednotného vnitřního trhu, a navíc přenášejí část svých pravomocí na nadnárodní instituce (ty mohou například spolurozhodovat o obchodní politice, sociální sféře nebo rozpočtových deficitech členských zemí). Měnová unie znamená, že členské státy navíc používají společnou měnu jako zákonné platidlo.
Příklady hosp. nebo hosp.-měnových unií
- BLEU (Belgie, Lucembursko)
- CARICOM (Belize, Guyana, ostrovní státy Karibiku, Surinam)
- Svaz Ruska a Běloruska
- EU (eurozóna) – v procesu od let 1999/2009

### Úplná ekonomická a politická integrace
Vrcholem ekonomické integrace je úplná ekonomická a politická integrace, kdy původně samostatné státy splynuly v nový celek, který je řízený z jednoho centra. Příkladem je znovusjednocení Německa (NSR a NDR) v roce 1990.